# Fittonia
- Commons
- Wikispecies

Fittonia Coem., segundo o Sistema APG II, é um gênero botânico da família Acanthaceae. O seu habitat, em florestas tropicais da América do Sul, predominantemente Peru. O nome do gênero Fittonia foi criado por um par de escritores em bôtanica, Elizabeth e Sarah Mary Fitton, irlandesas no século XIX.

## Sinonímia
- Adelaster Lindl. ex Veitch

## Espécies
| - Fittonia albivenis - Fittonia argyroneura - Fittonia gigantea | - Fittonia pearcei - Fittonia verschaffeltii |

- Lista das espécies

## Nome e referências
Fittonia E. Coemans, 1865

## Classificação do gênero
| Sistema | Classificação                       | Referência            |
| ------- | ----------------------------------- | --------------------- |
| APG II  | Ordem Lamiales, família Acanthaceae | APweb, versão 9, 2008 |